# Miti di nascite divine nelle dinastie egizie

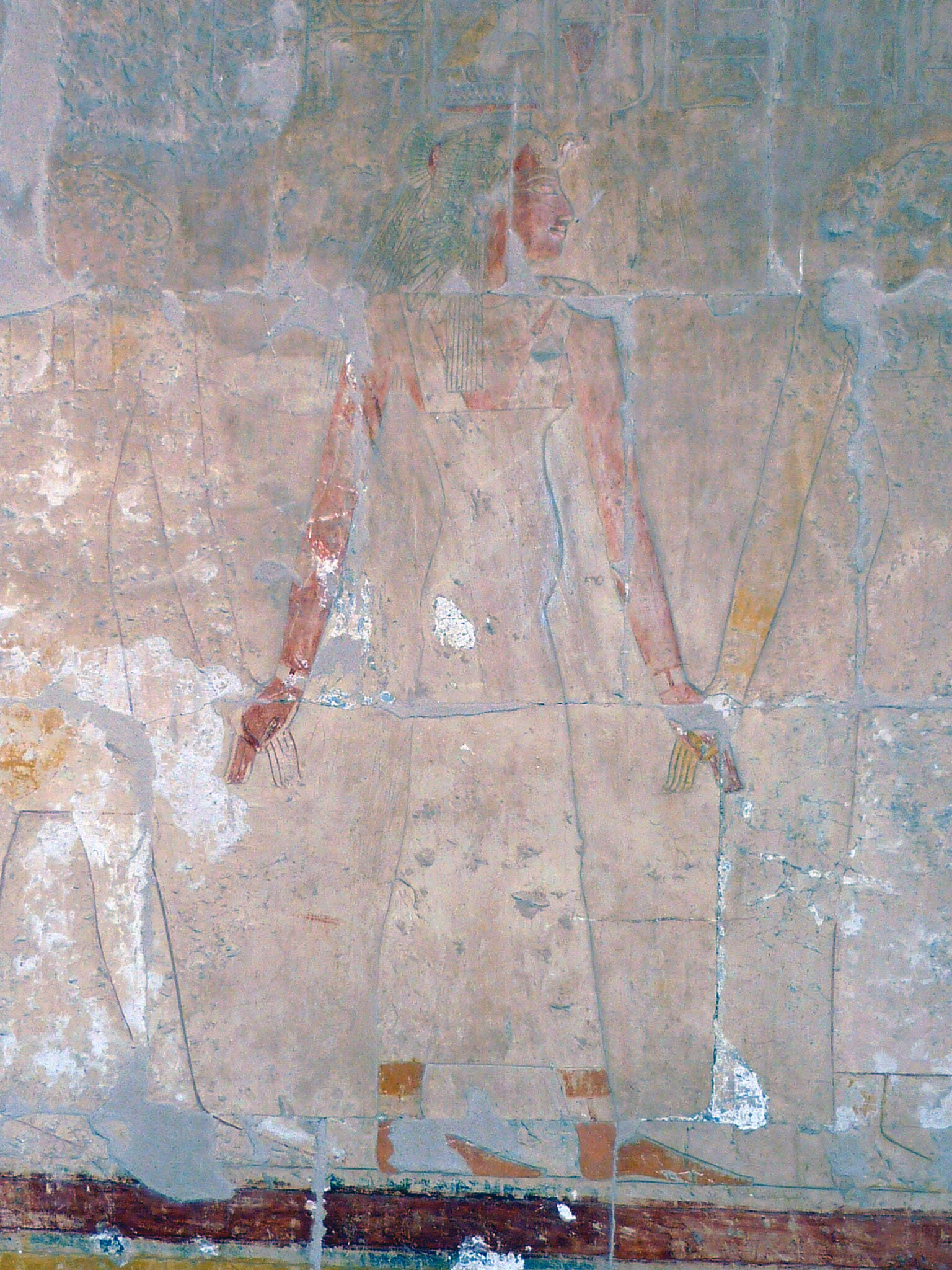
Rilievo raffigurante la regina Ahmose della XVIII dinastia, incinta di Hatshepsut, accompagnata a partorire dal dio Khnum e dalla dea Heket. Tempio funerario di Hatshepsut, Deir el-Bahari.

Gli antichi sovrani egizi Hatshepsut (ca. 1478 - 1458 a.C.) e Amenofi III (ca. 1388 - 1350/1349 a.C.) della XVIII dinastia, e Ramses II (1279 - 1213 a.C.) della XIX dinastia, affermarono su vari monumenti la propria origine divina per conferire ai propri regni un maggiore prestigio teologico e politico. Già un millennio prima, i primi tre faraoni della V dinastia egizia (2494 - 2345 a.C.) si erano proclamati figli carnali del dio Ra. La formulazione e lo sviluppo del concetto dell'origine sovrannaturale del faraone trovò il suo esempio migliore nell'affermazione del faraone-donna Hashepsut: il mito della concezione mistica e della nascita divina di questa controversa sovrana compare in un ampio ciclo iconografico sulle pareti del suo Tempio funerario a Deir el-Bahari. 

## V dinastia: Userkaf, Sahura e Neferirkara
La V dinastia regnò sull'Egitto dal 2494 a.C. al 2345 a.C., succedendo alla IV dinastia di faraoni prestigiosi e potenti come Cheope, Chefren e Micerino. Come il fondatore della dinastia Userkaf sia giunto al potere non è noto con certezza. Pare tuttavia che i sovrani della nuova casata abbiano voluto legittimarsi accogliendo le speculazioni teologiche del clero di Eliopoli, centro del culto solare: furono proprio questi faraoni a fissare l'uso del quinto e ultimo nome della titolatura cerimoniale dei faraoni, il nome di nascita (nomen) detto "sa-Ra", che significa "figlio di Ra". La filiazione diretta del faraone dal dio costituì quindi una certezza religiosa inaugurata dalla V dinastia, anche mediante il mito di una ierogamia, cioè il rapporto sessuale tra una divinità e un mortale. Uno dei racconti nel Papiro Westcar, redatto svariati secoli dopo, durante il Medio Regno, tramanda la leggenda delle origini divine dei primi tre faraoni della V dinastia. Racconta che a Cheope sarebbe stata notificata la profezia secondi cui tre figli del supremo dio solare Ra (re degli dei e dio del Sole (identificato principalmente con il Sole di mezzogiorno), veniva ritenuto padre di tutti gli uomini) sarebbero nati dalla sposa di un sacerdote del dio medesimo, residente a Sakhebu. Questi tre fratelli - proseguiva il vaticinio - avrebbero cacciato i discendenti di Cheope dal trono: il faraone della Grande Piramide avrebbe allora cercato di metterli a morte. 
(Papiro Westcar)

Comunque, negli ultimi anni, gli egittologi hanno appurato che si tratta di una semplice leggenda (i tre sovrani non erano nemmeno fratelli). Attualmente, le dinamiche che portarono alla fine della IV dinastia e al sorgere della successiva sono sconosciute.

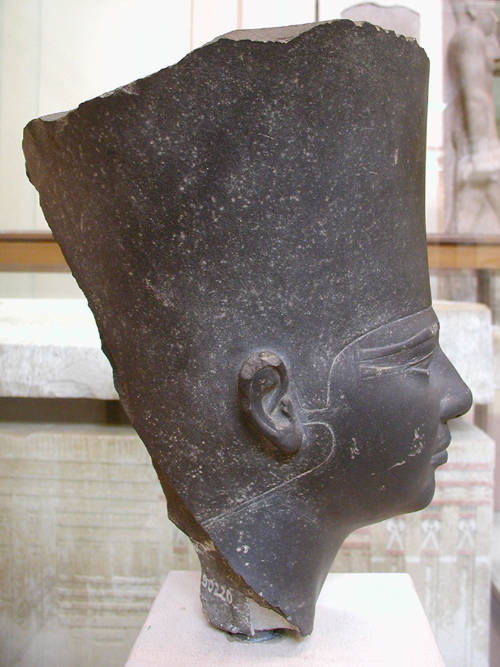
Testa di Userkaf in grovacca. Museo egizio del Cairo.
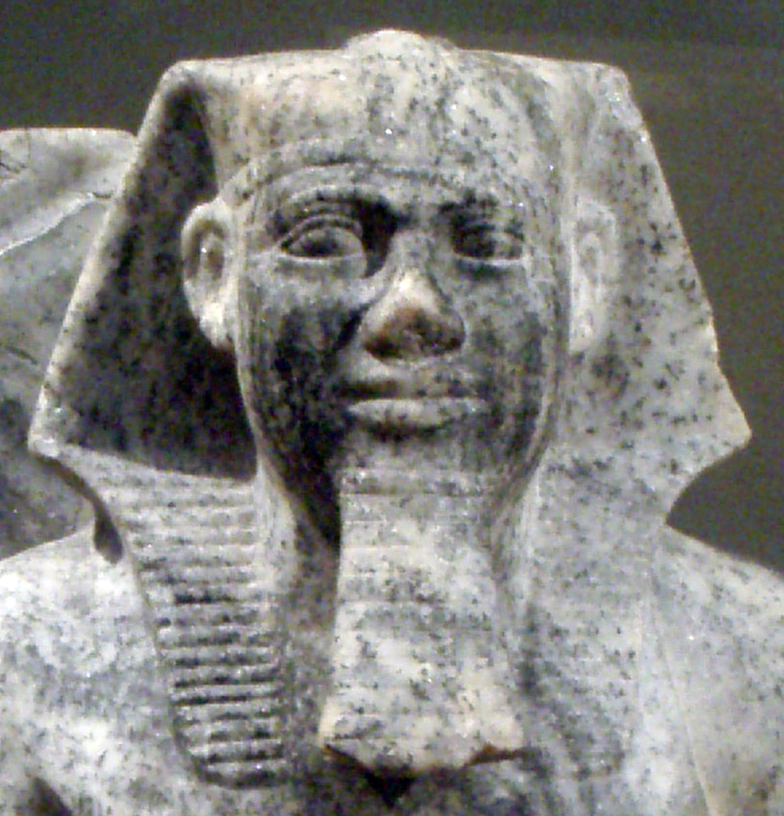
Dettaglio di una statua di Sahura accanto a un genio. Metropolitan Museum of Art, New York.
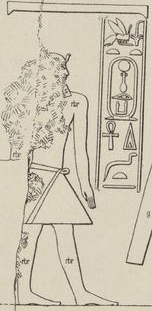
Neferirkara, dal Complesso funerario di Sahura.

## Hatshepsut

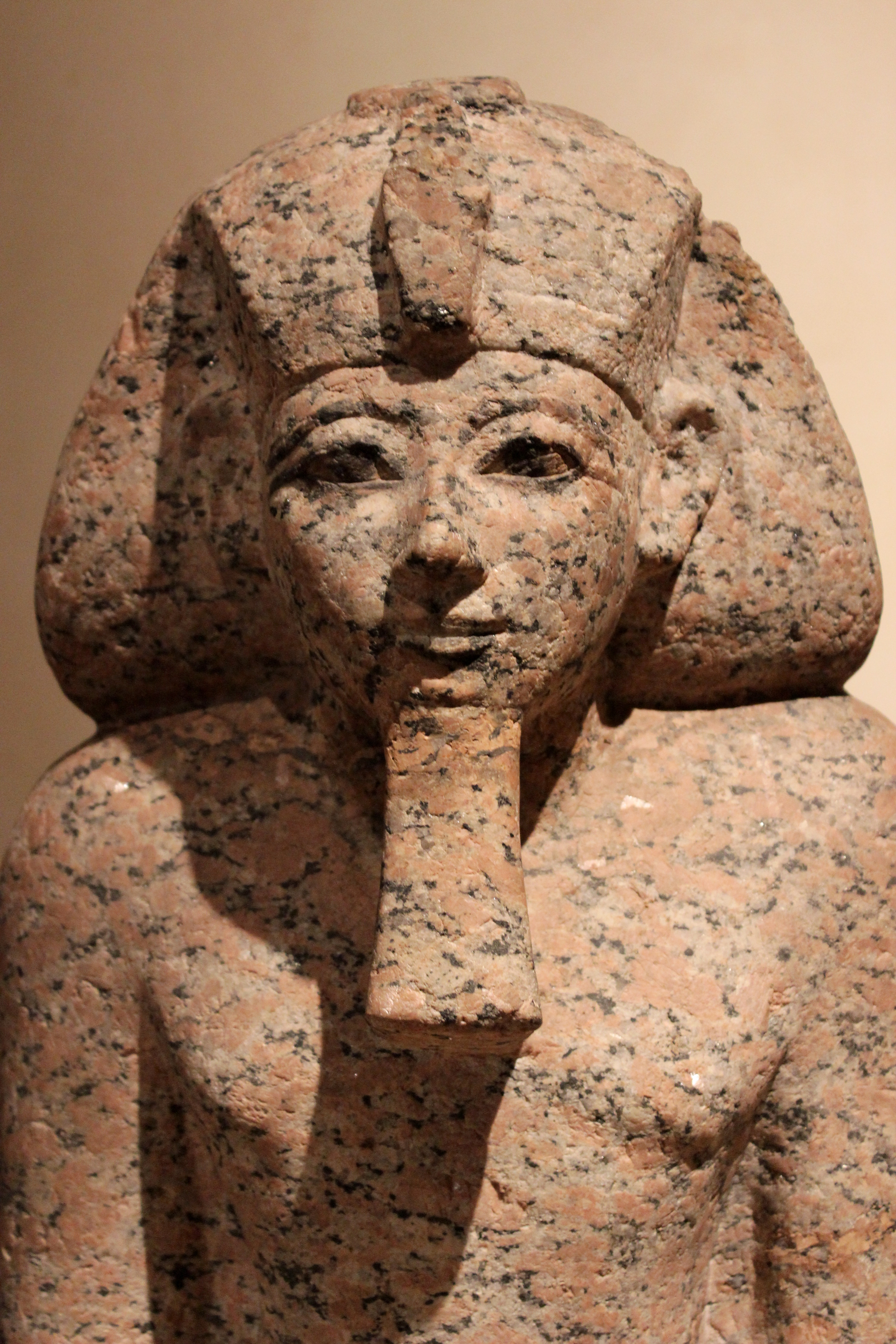
Statua di Hatshepsut con gli attributi faraonici (la barba posticcia, l'ureo) e il copricapo khat. Ägyptisches Museum und Papyrussammlung, Neues Museum, Berlino.

### Crisi dinastica
Hatshepsut fu l'unica figlia di re Thutmose I (regno: 1506 - 1493 a.C. circa) e della "Grande sposa reale" Ahmose. Quando re Amenofi I morì senza figli, suo successore designato fu Thutmose (già padre di Hatshepsut) apparentemente una figura prominente dell'esercito. Non è chiaro se vi fosse un grado di parentela fra Amenofi e Thutmose; comunque si è ipotizzato che Thutmose potesse esser figlio del principe Ahmose-Sipair, zio paterno di Amenofi I. Indubbiamente Thutmose legittimò il proprio diritto a regnare sposando una probabile sorella di Amenofi I, Ahmose, con la quale generò Hatshepsut e sua sorella Nefrubiti. Alla morte di Thutmose I, Hatshepsut era nella posizione migliore per succedere al trono, dal momento che i suoi fratelli erano morti: sembra infatti che Thutmose I l'abbia appuntata come sua erede. Questo progetto sulla successione non ebbe però seguito, poiché il trono passò a Thutmose II il quale, a differenza di Hatshepsut, era di sangue reale solo per parte di padre: a ben vedere, l'autentica erede, in linea di sangue, dei fondatori della XVIII dinastia era la regina Ahmose, figlia dell'eroico liberatore del Paese, re Ahmose I, e appunto madre di Hatshepsut. Hatshepsut dovette accontentarsi di diventare "Grande sposa reale" del fratellastro. Quando Thutmose II morì, pochissimi anni dopo, i suoi unici due figli oggi conosciuti erano ancora in tenerissima età. Come si era già verificato nella generazione precedente, la "Grande sposa reale", Hatshepsut, non aveva generato alcun principe ereditario, bensì una figlia: ciò comportò una crisi di successione. Il principino Thutmose, figlio di Thutmose II e di una semplice concubina o sposa secondaria di nome Iside divenne il nuovo faraone Menkheperra Thutmose, oggi noto come Thutmose III; non doveva avere nemmeno tre anni: a motivo della sua età, la regina vedova Hatshepsut assunse la reggenza dell'Egitto. Tra il 3º e il 7º anno di reggenza, Hatshepsut si attribuì arbitrariamente tutti i cinque nomi del protocollo reale divenendo, di fatto, faraone. Un'azione così profondamente controversa, del tutto inedita nella storia politica del Paese, necessitava di una forte giustificazione teologica. 

### Ciclo iconografico della nascita di Hatshepsut a Deir el-Bahari
Il monumentale ciclo iconografico della concezione e della miracolosa nascita di Hatshepsut si trova nel Tempio funerario della sovrana a Deir el-Bahari. La composizione delle immagini e dei testi di tale mito avrebbero evocato la consacrazione con la quale il dio Amon (dio creatore, trascendente e creatosi da sé, protettore dei poveri e degli oppressi e oggetto di una devozione estremamente diffusa), protettore della dinastia, indicato come vero padre di Hatshepsut, l'avrebbe designata a regnare.

#### Il dio Amon esprime le sue intenzioni su Hatshepsut

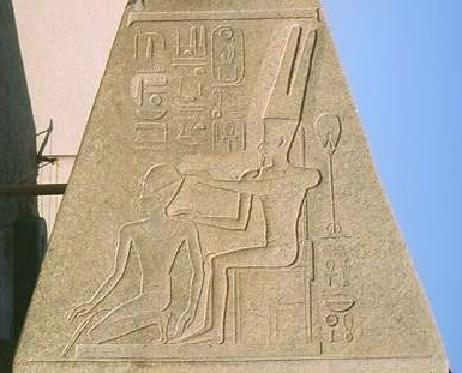
Rilievo raffigurante il dio Amon che protegge e legittima la "figlia" Hatshepsut, sulla sommità di un obelisco che la sovrana fece erigere a Karnak.

All'inizio del mito compare il supremo dio Amon assiso in trono, intento a consultarsi con dodici deità circa una nascita imminente. La scena si svolge in cielo. Amon dice:
Amon incarica quindi il dio Thot di recarsi sulla terra per osservare la regina Ahmose, futura madre di Hatshepsut, e accertarsi della sua identità. Al suo ritorno, il dio-ibis della sapienza riferisce ad Amon:

#### Unione del dio Amon con la regina Ahmose

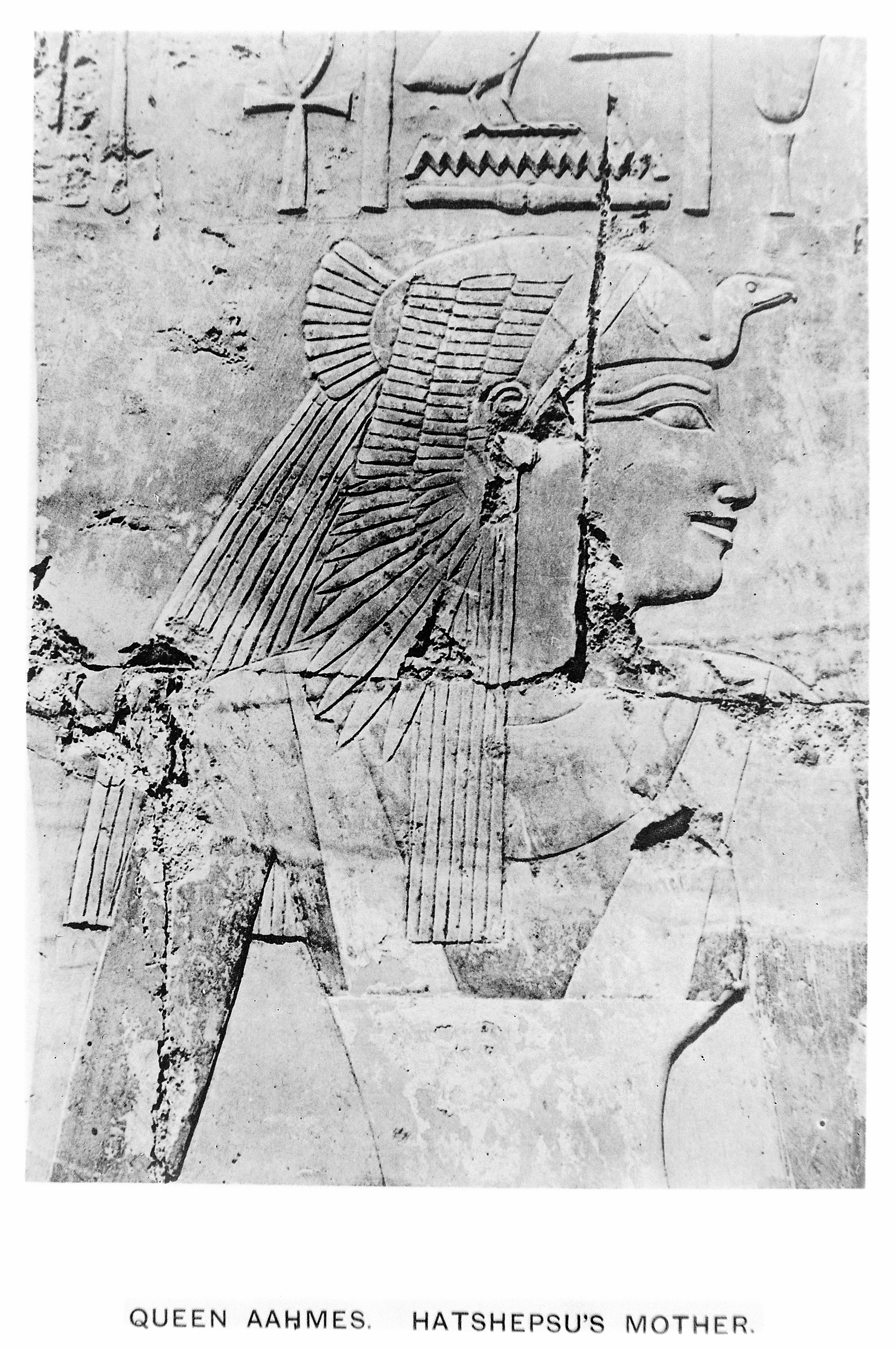
La regina Ahmose in un rilievo nel Tempio di Deir el-Bahari.

Quindi Amon, assunte le sembianze del faraone Thutmose I, si fa accompagnare da Thot sulla terra, introducendosi nottetempo nel palazzo reale (tuttavia, per maggiore chiarezza, i rilievi continuano a raffigurare Amon con il suo solito aspetto di dio). La regina addormentata si sveglia al giungere del dio. L'amplesso tra i due non è mostrato, bensì simboleggiato: Amon e Ahmose siedono uno di fronte all'altra su di un grande letto sostenuto dalle dee Selkis e Neith e lui appoggia al viso di lei il simbolo ankh della vita, mentre la regina gli sfiora delicatamente l'altra mano. Per contro alla sobrietà simbolica delle figure, il testo è permeato di un'accesa sensualità, specialmente a partire dal riconoscimento di Amon da parte della regina inebriata:

Bisogna sottolineare che Hatshepsut non intendeva affatto rinnegare Thutmose I come suo padre carnale: la legittimità del proprio diritto a regnare derivava proprio da lui. Ecco perché, in queste scene, il dio annuncia ufficialmente la futura assunzione del potere regale da parte di Hatshepsut: la sovrana affermava così di far derivare la propria regalità da Thutmose I, ma il diritto divino alla corona dal dio Amon in persona. Infine, sparendo, il dio dichiara solennemente, riguardo ad Hatshepsut appena concepita (è forse il punto focale dell'intero mito):

#### Intervento del dio Khnum e della dea Heket

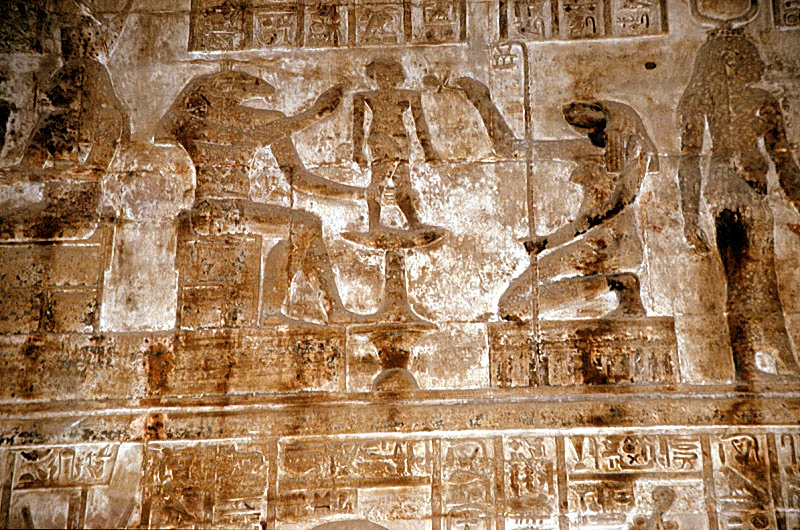
Khnum e Heket intenti a plasmare e dare vita a un nuovo essere umano, in rilievo nel Tempio di Dendera. Questa iconografia, più tarda, ricalca abbastanza fedelmente la scena corrispondente del Tempio di Hatshepsut (dove, però, le figure sul tornio sono due: il corpo e l'anima della futura sovrana).

Il mito si sposta nelle sfere celeste e prosegue con Amon che incarica Khnum, il dio-vasaio che si credeva modellasse l'umanità sul suo tornio, di plasmare e dare forma al corpo e all'anima (ka) di Hatshepsut:
Khnum risponde:
Heket, la dea-rana delle nascite, compare in ginocchio davanti al tornio su cui stanno prendendo forma il corpo e l'anima di Hatshepsut, rappresentati come due bambini distinti, e gli avvicina il simbolo ankh della vita al viso, come aveva già fatto Amon con Ahmose nella scena dell'amplesso. Questa scena simboleggia e sintetizza la lenta formazione del feto durante la gravidanza. È interessante notare che entrambe le figure del corpo e dell'anima di Hatshepsut hanno genitali maschili: non è la persona della Hatshepsut storica a essere rappresentata, bensì, come ha sottolineato l'egittologa francese Christiane Desroches Noblecourt, "il titolare della funzione regia e il suo ka", cioè il concetto stesso di "faraone". Più legate alla realtà fisica, però, le forme grammaticali nei testi che accompagnano questo ciclo iconografico sono coniugate al femminile. 

#### "Annunciazione" ad Ahmose, nascita divina e presentazione ad Amon

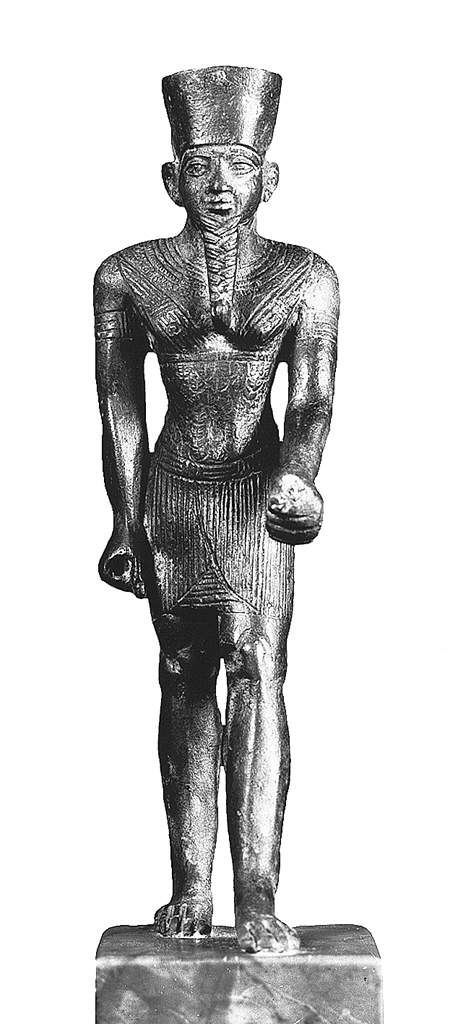
Statuetta di Amon in bronzo fuso, risalente al Nuovo Regno. Walters Art Museum, Baltimora.

Successivamente compare di nuovo Thot - ambasciatore degli dei come l'Ermes greco a cui fu successivamente assimilato - al cospetto della regina Ahmose. In piedi uno di fronte all'altra, Thot allunga il braccio verso la donna (un gesto che nell'arte egizia denota l'atto di rivolgere la parola a qualcuno). Ahmose è ritta in piedi, con le braccia distese lungo il corpo, immobilizzata dallo stupore e dall'emozione. Dopo il salto temporale dei nove mesi della gravidanza, Khnum e Heket si recano a prendere la regina Ahmose per mano, per condurla verso la sala del parto pronunciando benedizioni. Il ventre di Ahmose è delicatamente arrotondato (dettagli anatomico assai raro nell'arte egizia). Khnum dice alla partoriente:
Così come l'amplesso fra Amon e Ahmose, anche la nascita di Hatshepsut è descritta in modo puramente simbolico. La regina compare seduta su un trono arcaico, con la neonata già in braccio, e il trono si trova sulla sommità di due enormi letti a teste di leone, sovrapposti, mentre, alle estremità della scena, Amon e la dea-utero Meskhenet impartiscono benedizioni. Queste scena occupa 7 metri di parete ed è affollata di divinità, geni, spiriti e balie divine: Amon, Meskhenet, Iside, Nefti, Bes, Tueret, i geni degli antenati e dei punti cardinali, una dea il cui copricapo è un paniere in cui sono stati deposti il cordone ombelicale e la placenta, e molte altre deità. La dea dell'amore e della gioia, Hathor, accoglie Amon che le si è presentato per vedere la sua nuova figlia. 
Allora il dio, estremamente felice, si stringe la piccola Hatshepsut al petto, la riconosce come sua e la conferma nei suoi diritti regali. Verso la conclusione dell'intero ciclo, compaiono dodici geni accovacciati che tengono in braccio ciascuno un'immagine del neonata; aggiungendo a queste le altre due immagini infantili di Hatshepsut, presenti subito accanto fra le braccia di due nutrici, si raggiunge la somma dei quattordici ka reali che si credeva formassero il complesso ka del faraone in terra. Infine, i due grandi geni del latte e dell'inondazione presentano Hatshepsut ad Amon, il quale, insieme a Thot, la purifica con una brocca d'acqua sacra - per poi presentarla come sua erede alle divinità meridionali e settentrionali. Il testo commenta:

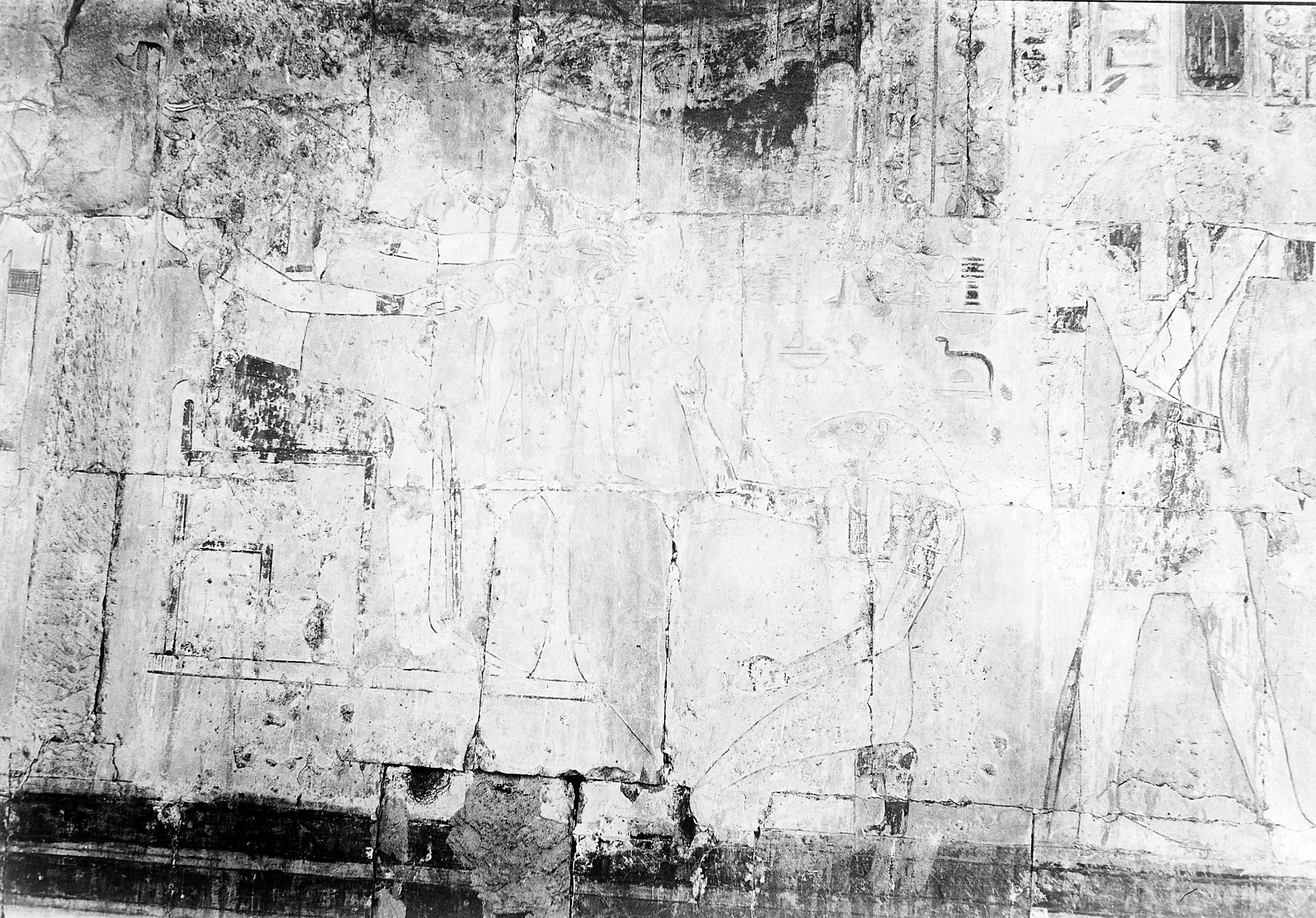
Ciclo del mito della nascita divina di Hatshepsut. Khnum, a sinistra, e Heket, la dea-rana delle nascite, inginocchiata al centro, plasmano il corpo di Hatshepsut e il suo spirito[49].
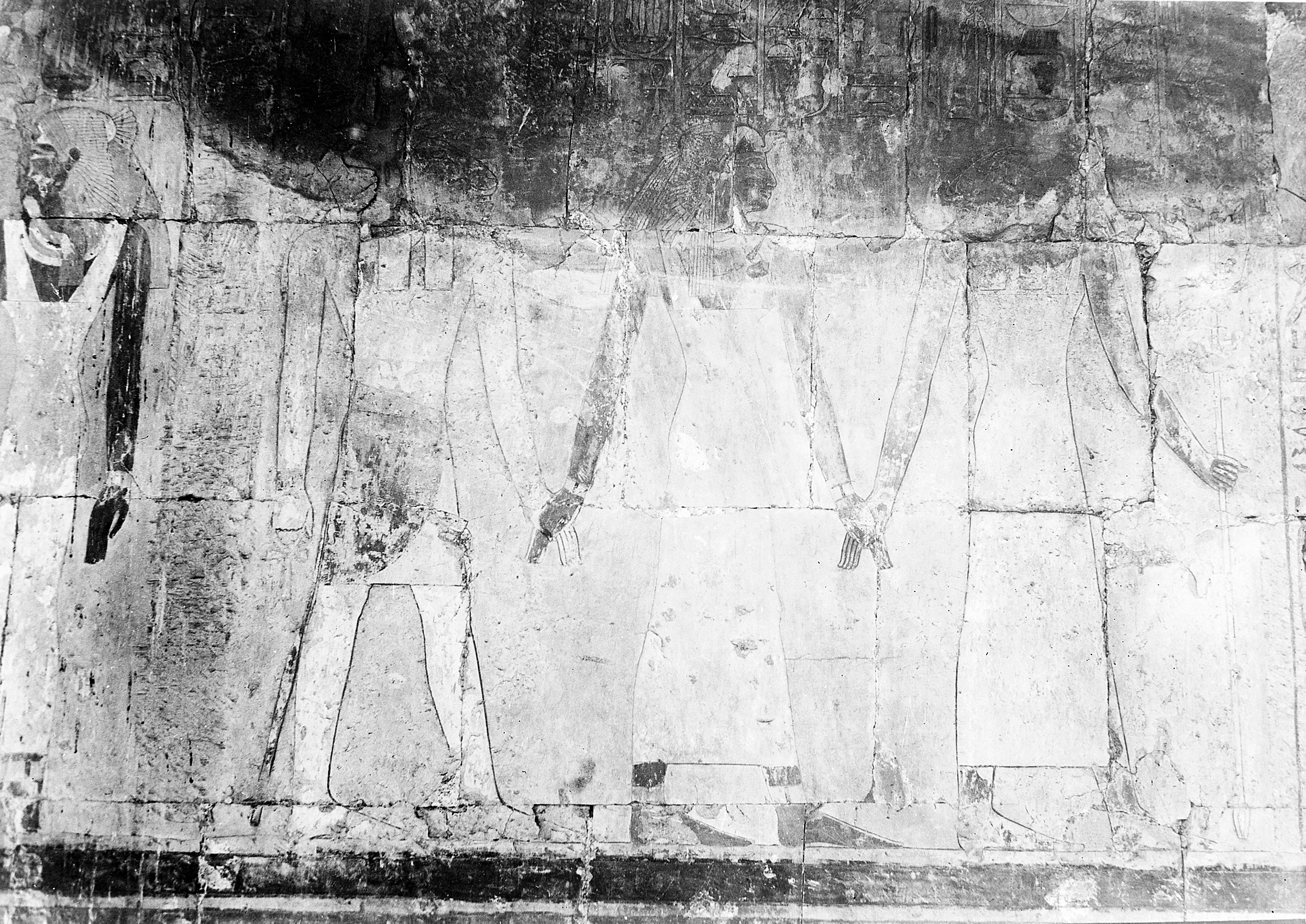
Ciclo del mito della nascita divina di Hatshepsut. Khnum e Heket conducono Ahmose a partorire Hatshepsut[40].
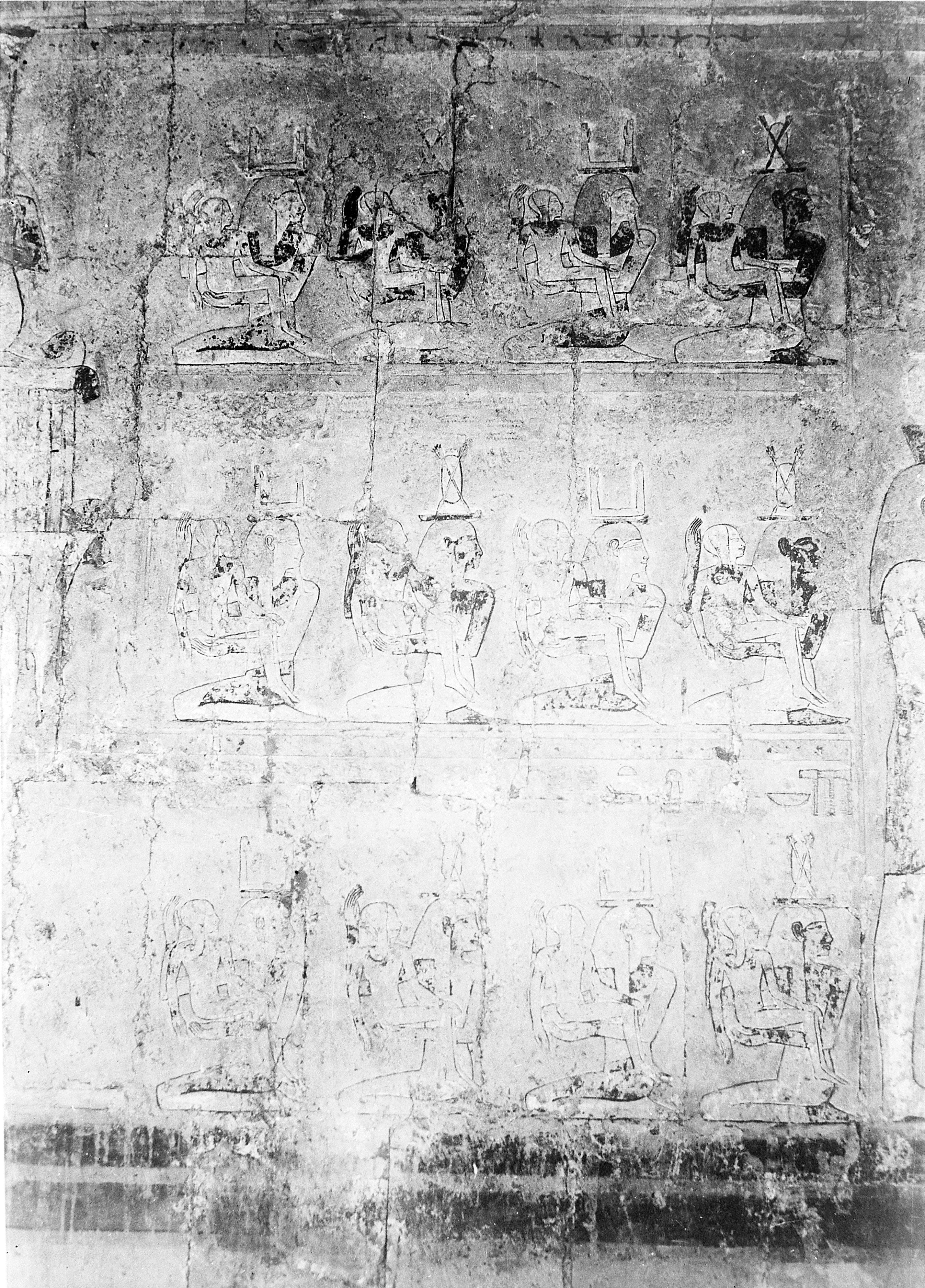
Ciclo del mito della nascita divina di Hatshepsut. La neonata appare in maestà con i suoi dodici ka sotto forma di neonato in braccio a dodici geni con il geroglifico "ka" sul capo[50].
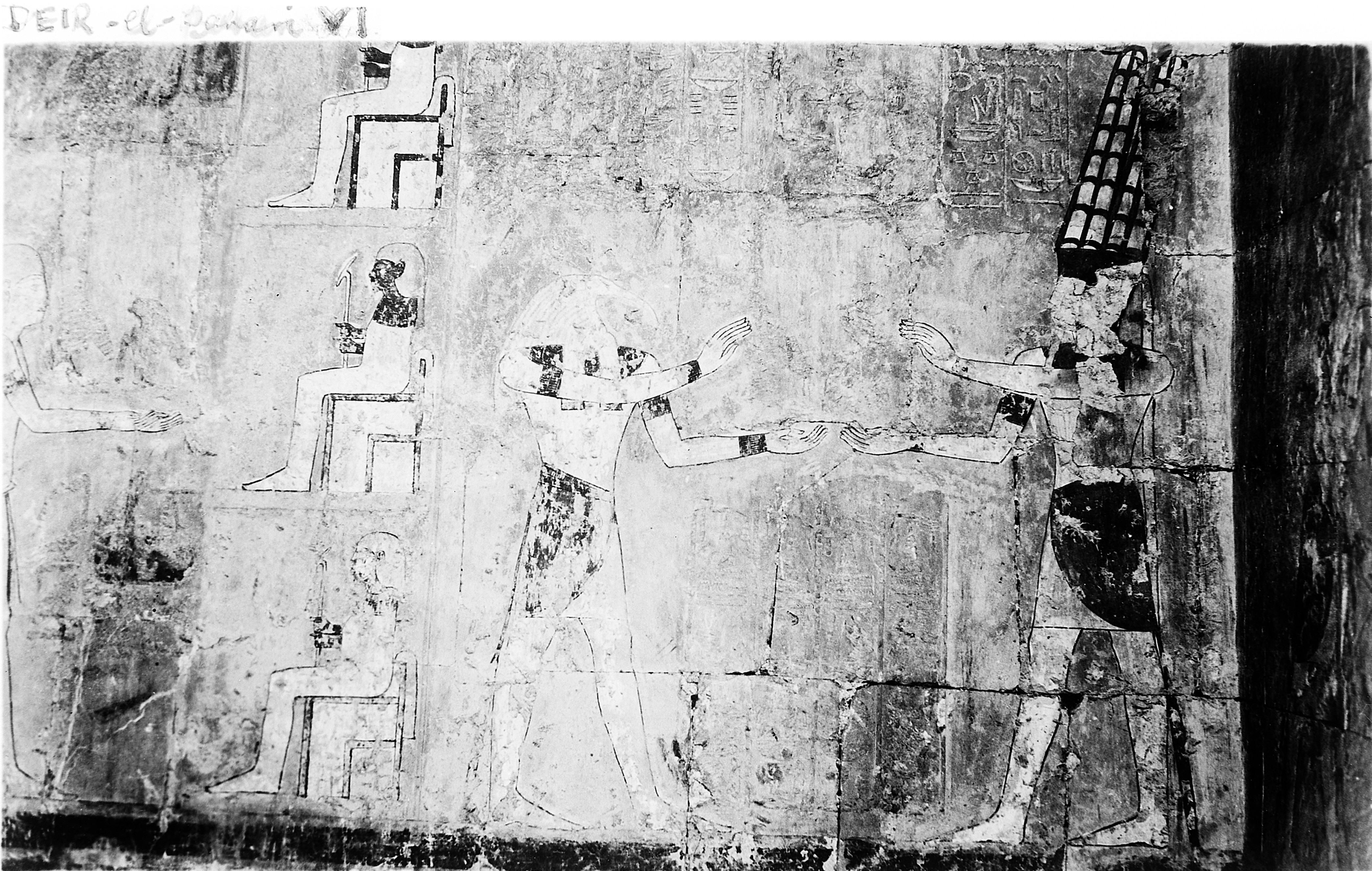
Ciclo del mito della nascita divina di Hatshepsut. Il dio della conoscenza Thot, al centro, presenta ad Amon la figlia appena nata[51].

## Amenofi III

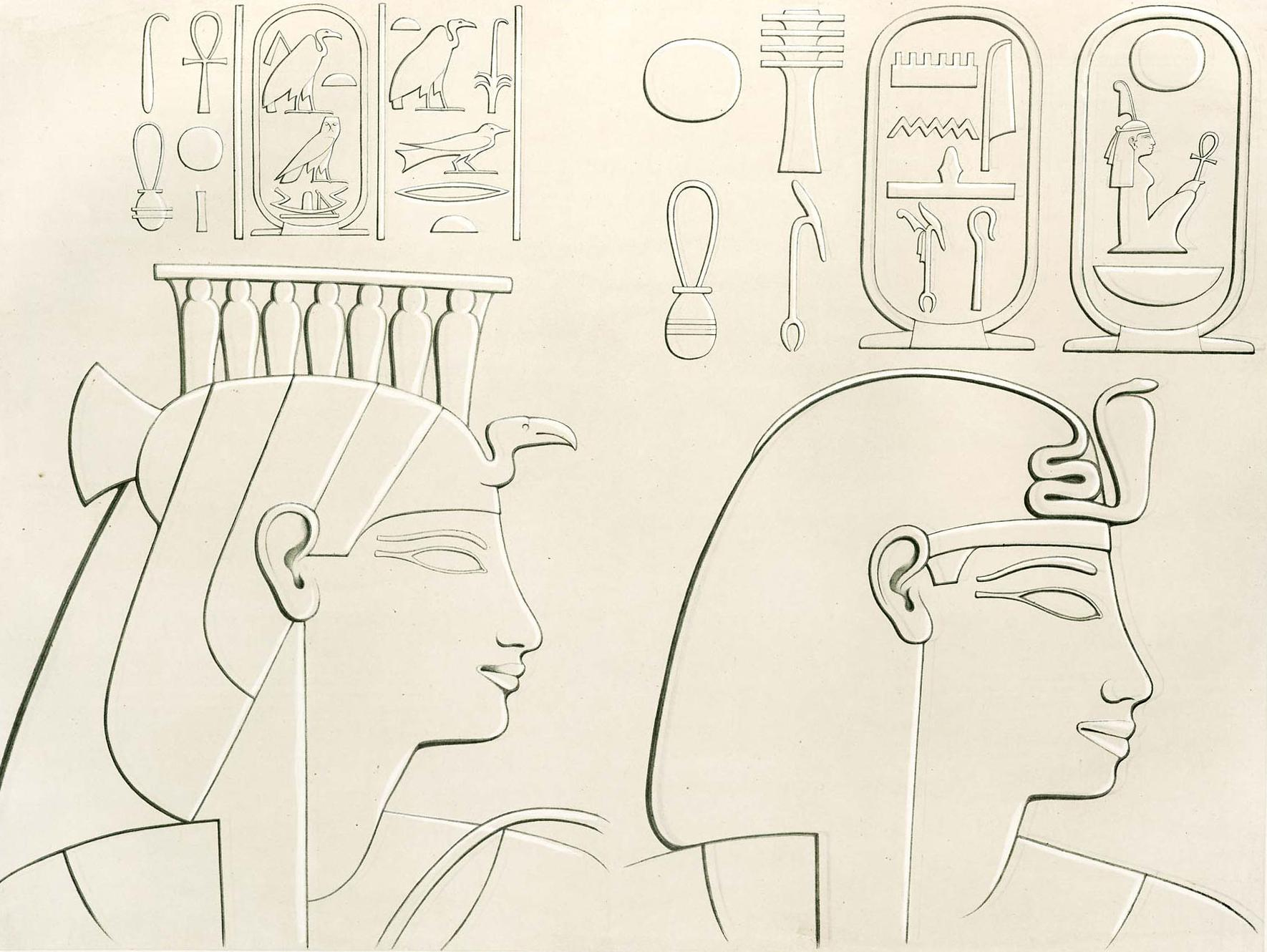
Amenofi III e sua madre Mutemuia nella copia di un rilievo di Luxor realizzata da Karl Richard Lepsius.

Mentre Hatshepsut ebbe ottimi e palesi motivi per affermare la divinità dei propri natali, meno ovvi possono sembrare i motivi che spinsero Amenofi III, detto "il Magnifico", erede del tutto legittimato del proprio padre Thutmose IV, a emulare in blocco la narrazione della lontana antenata Hatshepsut sulle pareti del Tempio di Luxor, da lui restaurato e arricchito. I diritti di Amenofi III a regnare era indubbi, inoltre godette di un regno prospero e contraddistinto dallo splendore artistico - completamente privo di rivalità. Su una parete del Tempio di Luxor, nella stanza detta "Camera della nascita", è rappresentato il mito della nascita divina di Amenofi III: questi, per rafforzare non tanto la propria legittimità al trono, quanto la propria natura divina, fece raffigurare la ierogamia, cioè rapporto sessuale tra una divinità e un mortale, della propria madre con il dio Amon, presentatosi alla regina Mutemuia dopo aver assunto l'aspetto del marito Thutmose IV. 
Nel rilievo, il dio Amon (dio creatore, trascendente e creatosi da sé, protettore dei poveri e degli oppressi e oggetto di una devozione estremamente diffusa), circondato da un profumo intenso, e dopo aver assunto le sembianze di Thutmose IV, appare a Mutemuia e la feconda in presenza delle dee Selkis e Neith, così come recita il testo che circonda le figure, ricco di particolari. Nella rappresentazione, Mutemuia tiene, tra le sue mani, la mano di Amon che con l'altra le porge al volto l'ankh il cui significato è di farle respirare la vita. Entrambi sono seduti uno di fronte all'altra con le ginocchia che si toccano e sono sostenuti dalle dee Selkis e Neith. Altre scene rappresentate illustrano il dio Amon che assiste Khnum al tornio da vasaio mentre crea Amenofi III con il suo ka e il dio Thot che annuncia alla regina il concepimento del figlio. Non manca l'immagine di Mutemuia condotta da Hathor e Khnum nella stanza della nascita, dove dà alla luce il figlio su un enorme letto affollato di geni e divinità. 

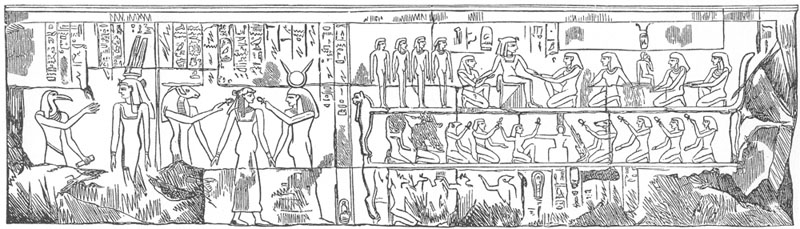
Copia del ciclo iconografico, nel Tempio di Luxor, raffigurante il "mito" della nascita di Amenofi III. Da sinistra: il dio Thot annuncia a Mutemuia il concepimento; Hathor (o Iside) e Khnum conducono Mutemuia nella stanza della nascita; infine, seduta su un enorme letto, assistita da uno stuolo di divinità e geni, Mutemuia partorisce il futuro Amenofi III.

## Ramses II

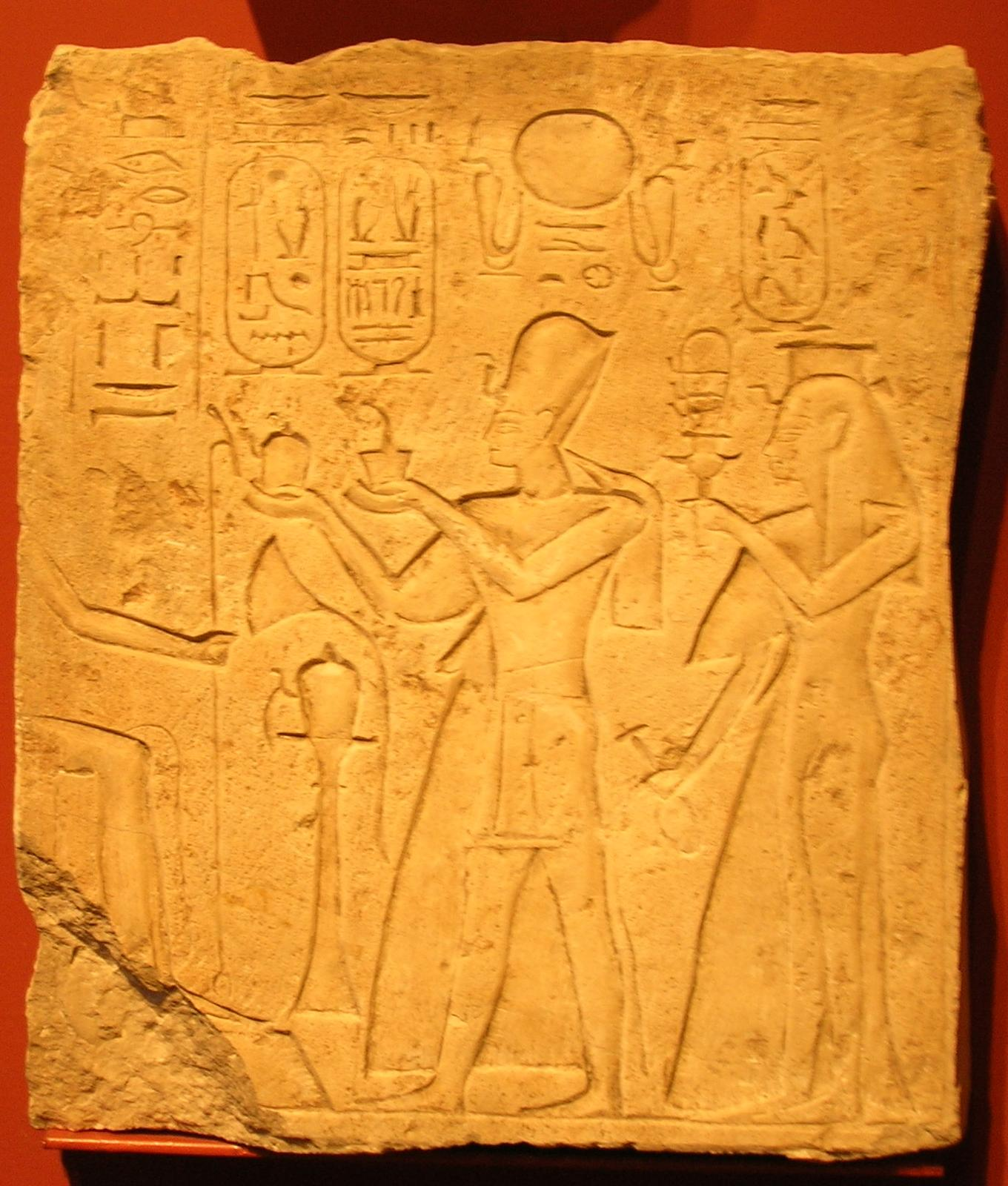
Rilievo raffigurante Ramses II e sua madre Tuia intenti ad adorare Osiride. Kunsthistorisches Museum, Vienna.

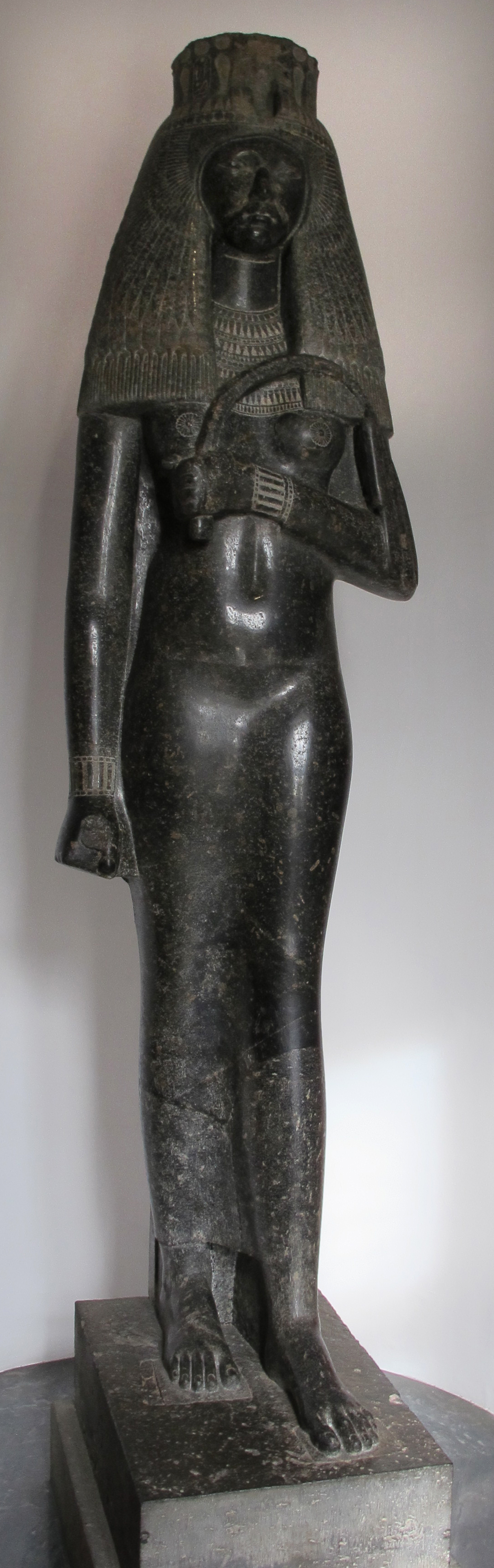
Colosso di Tuia in granito. Museo Gregoriano Egizio, Città del Vaticano.

Ramses II, detto il Grande, dimostrò un grande affetto per la propria madre Tuia, che fece rappresentare anche sulla facciata del Tempio maggiore di Abu Simbel: la statua della regina madre fu scolpita delle stesse dimensioni di altre donne della famiglia reale e figli di Ramses II. Fu inoltre raffigurata su un colosso del figlio all'interno del Ramesseum (il Tempio funerario di Ramses II) e, ancora, sulle pareti del Tempio medesimo; in una cappella a lei dedicata, Tuia era assimilata alla dea Hathor (dea egizia del cielo, della gioia, dell'amore, della maternità, della bellezza, della musica, della danza, delle terre straniere e della fertilità, e pensavano che assistesse le partorienti. Inoltre, anche le miniere erano poste sotto la sua protezione, così come le sorgenti del Nilo, si credeva che accogliesse le anime nell'aldilà). Alcuni hanno ipotizzato che una così fervida celebrazione della propria madre da parte di Ramses II avesse anche fini politici. Non era necessario che la madre di un faraone fosse di sangue reale (numerosi sovrani, come Thutmose II e Thutmose III, erano nati da concubine o spose secondarie di ignoti natali), però era comunemente accettato che un re potesse rafforzare le proprie pretese al trono in virtù di un legame con una donna di sangue reale: Ramses II, nato prima che il padre divenisse faraone - e forse prima ancora che la propria famiglia salisse al trono - non ebbe una madre regale. Provvide così ad attribuirsi un padre divino formulando il mito della propria nascita divina: oltre che figlio di Seti I, Ramses II si considerò figlio di Amon (dio creatore, trascendente e creatosi da sé, protettore dei poveri e degli oppressi e oggetto di una devozione estremamente diffusa) stesso, seguendo i precedenti di Hatshepsut e Amenofi III, a lui sicuramente noti. A Tuia, in quanto oggetto dell'amore e del desiderio del dio supremo, venne così tributata una notevole venerazione. 
La storia della nascita miracolosa di Ramses II fu fissata sulle pareti di una cappella, significativamente dedicata alla regina madre Tuia, all'interno del Ramesseum, a Tebe. Il ciclo iconografico riprende abbastanza convenzionalmente i precedenti della XVIII dinastia: Tuia, lasciata sola dalle dame del seguito, siede sul letto di fronte al dio Amon, il quale regge in una mano il simbolo ankh della vita e con l'altra tocca la donna. Il testo, estremamente danneggiato, descrive Tuia come: 
mentre la presenza di Amon così si segnala: 
In questo modo, Ramses II ebbe modo di affermare di essere stato predestinato a regnare e soprattutto di essere egli medesimo un semidio. Anche altri reperti riaffermano la divinità dei natali del faraone: un rilievo nel Complesso templare di Karnak raffigura il piccolo Ramses allattato da una dea, mentre sia a Karnak che nel Tempio funerario di Seti I ad Abido si vede il dio Khnum, vasaio degli dei, intento a plasmare il corpo del futuro re. Un lungo testo risalente al 35º anno di regno di Ramses II, individuato ad Abu Simbel e a Karnak e intitolato "La Benedizione di Ptah a Ramses II", indica invece Ptah come padre celeste del sovrano: 
(La Benedizione di Ptah a Ramses II)